# Reach for the sky
「Reach for the sky」（リーチ・フォー・ザ・スカイ）は、2000年11月8日に発売された、日本の女性歌手・倉木麻衣の6作目のシングル。

## 概要
「Reach for the sky」は、NHK朝の連続テレビ小説『オードリー』主題歌であり、連続テレビ小説主題歌では歴代最年少での起用となった。
倉木によると「楽しみながら、マイペースに進んでいきたい」と気持ちを書いた一曲という。
ジョン・レノンが「ストロベリー・フィールズ・フォーエバー」の時に使っていたレズリーエフェクトを、コーラスで使用している。また当時のサウンドを意識してか、CDのレーベルがレコードの様なデザインになっている。ジャケットとPVはロンドンで撮影された。
前シングルまでのミュージックビデオを集めたDVD『FIRST CUT』が同時発売された。

## 収録曲
1. Reach for the sky (4:51)
  - 作詞：倉木麻衣　作曲：大野愛果　編曲：Cybersound
  - Sound Produced by Perry Geyer
2. What I feel (3:56)
  - 作詞：倉木麻衣　作曲・編曲：Jefery Qwest、Paisley、M.Lee
  - Additional Arranged by 古井弘人
3. Reach for the sky GOMI REMIX -Radio edit- (4:12)
  - Remixed and All Programming by GOMI for Rhythmedia
4. Reach for the sky KEN ISHII REMIX (6:00)
  - Remixed and Additional Production by Ken Ishii 2000
5. Reach for the sky DJ HIYOCO REMIX (6:47)
  - Remixed and Reploduced by DJ HIYOCO
6. Reach for the sky -Instrumental- (4:48)

## 参加ミュージシャン
- 倉木麻衣：Vocals & Backing Vocals (#1〜5)

Additional Musician
- マイケル・アフリック：Backing Vocals (#1)
- ジェフリー・クエスト：Backing Vocals & Rap (#2)
- ペイズリー：Backing Vocals (#2)
- マイケル・リー：Backing Vocals (#2)
- リッキー・フランシス：Backing Vocals (#2)
- ジェフリー・ジェムス：Backing Vocals (#2)
- アンナ・ゴルストン：Backing Vocals (#2)
- ペリー・ゲイヤー：Computer Programming & Synthesizer (#1)
- DJ GOMI：All Programming (#3)
- Kenn Nagai：Programming & Piano (#5)
- グレッグ・ハークス：Keyboards (#1)
- ジョニー・リスク：Guitars (#1)
- デヴィッド・アッカー：Guitar (#3)

## タイアップ
- NHK連続テレビ小説『オードリー』主題歌（2000年10月 - 2001年3月）（#1）

## 収録アルバム
- Perfect Crime（#1,3）
- Wish You The Best（#1）
- ALL MY BEST（#1）
- MAI KURAKI BEST 151A -LOVE & HOPE-（#1）
- Mai Kuraki Single Collection 〜Chance for you〜（#1）